# والتر مدل
اتو موریتس والتر مدل (به آلمانی: Otto Moritz Walter Model) (۲۴ ژانویه ۱۸۹۱–۲۱ آوریل ۱۹۴۵) یک نظامی بلندپایه و فیلدمارشال آلمانی رایش سوم بود که فرماندهی یگان‌های مختلفی را در طول جنگ جهانی دوم بر عهده داشت. او با مهارت در عملیات‌های دفاعی، یکی از اندک افسرانی بود که از اعتماد کامل آدولف هیتلر، پیشوای آلمان بهره می‌برد و در شرایط دشوار به او اتکا می‌شد. با حضور و اداره شرایط دشوار مدل لقب «آتش‌نشان پیشوا» را کسب کرد. مدل به جهت این خدمات جزو یکی از تنها ۲۷ تنی بود که نشان صلیب شوالیه صلیب آهنین با برگ‌های بلوط، شمشیرها و الماس‌ها را دریافت کردند.
مدل برخلاف بسیاری از فرماندهان ارشد آلمانی، از یک خانواده با سطح بالای اجتماعی نمی‌آمد. هنگام تسلیح مجدد آلمان و ظهور ورماخت، مشغول خدمت در بخش آموزش وزارت جنگ و سپس در بخش نوآوری‌ها بود. در پی آغاز جنگ جهانی دوم، در جایگاه ریاست ستاد سپاه ۴ در کارزار لهستان و سپس ریاست ستاد ارتش شانزدهم در نبرد فرانسه قرار داشت. در ادامه فرماندهی لشکر سوم زرهی به او سپرده شد. در جریان تهاجم به شوروی به شکل متمایزی لشکر خود را فرماندهی کرد و به سرعت تا رود دنیپر پیش رفت. مدتی فرمانده یک سپاه زرهی بود و سپس در فصل زمستان به فرماندهی ارتش نهم منصوب گشت. توانایی بالایی از خود در مواضع دفاعی در شرایط دشوار از خود نشان داد. جزو نخستین افرادی بود که از تانک‌ها به خوبی در کاربرد دفاعی استفاده کرد.
در تهاجم تابستانه سال ۱۹۴۳ رهبری جناب شمالی حمله به ناحیه برآمدگی کورسک را بر عهده داشت. مدل برخلاف عده‌ای دیگری از فرماندهان بلندپایه همچون فیلدمارشال اریش فون مانشتاین، هیتلر را به به‌تعویق انداختن این حمله ترغیب کرد تا تجمیع نیروی بیشتری برای آن صورت بگیرد. به هر صورت این تأخیر فرصت بیشتری به شوروی برای آماده‌سازی داد و در نهایت به ناکامی پر خسارت مدل در حمله انجامید. با این حال تنواست به شکل مناسبی با ضدحمله متعاقب دشمن مقابله کند. ماه اکتبر فرماندهی گروه ارتش شمال به او سپرده شد. با این نیرو از ناحیه لنینگراد عقب‌نشینی و خط مقدم خود را در خط ناروا-پسکوف تثبیت کرد. مدل ماه آوریل سال ۱۹۴۴ جانشین فون مانشتاین در فرماندهی گروه ارتش جنوب شد و حرکت دشمن به سمت کوه‌های کارپات را دفع نمود. اواخر ماه ژوئن تهاجم شوروی علیه گروه ارتش مرکز آغاز و به سرعت موجب فروپاشی آن شد. با در دست گرفتن فرماندهی این گروه ارتش مجدداً شرایط را این کار در خط رود ویستولا به سامان کرد. مدل مشارکتی در کودتای ۲۰ ژوئیه برای ترور هیتلر نداشت و به عنوان نخستین فرد با ارسال تلگرامی وفاداری خود به او را اعلام نمود. این مسئله موجب افزایش اعتماد هیتلر به مدل شد. با بهره‌گیری از این اعتماد، از معدود افرادی بود که فرمانهای پیشوا را گاهی نادیده می‌گرفت و بنابر صلاح‌دید خود عمل می‌کرد.
با پدیداری بحران در نواحی غربی، مدل بدان فرستاده شد.

## سال‌های اولیه
والتر مدل روز ۲۴ ژانویه سال ۱۸۹۱ در گنتین در نزدیکی ماگدبورگ زاده شد. پدرش معلم مدرسه و آموزگار موسیقی بود. در خانواده‌ای غیرنظامی بدون اتصال به اشراف زمین‌دار، سال‌های اولیه زندگی را در خانه‌ای اجاره‌ای با تنها یک اتاق در شرایط دشواری گذراند. مدل در کلیسای اونجلیکال تعلیم دید و وارد مدرسه روستا در گنتین شد. با نقل مکان پدر به ارفورت در سال ۱۹۰۰، مابقی دوران تحصیل را به مدت شش سال در آن جا سپری نمود. در مدرسه علاقه‌ای به ورزش نداشت و به زبان لاتین و یونانی، تاریخ و شهر تمایل نشان می‌داد. خانواده او پس از سال‌ها اجاره‌نشینی در نهایت در ناومبورگ ساکن شد. ناومبورگ برخلاف گنتین و ارفورت، جوی نظامی داشت و یک هنگ پیاده‌نظام و توپخانه در آن مستقر بود. چندین نفر از هم‌مدرسه‌ای‌های او فرزندان افسران نیروی زمینی بودند و او را به مشاهده رژه این هنگ دعوت می‌نمودند.

## نیروی زمینی امپراتوری آلمان
مدل ماه فوریه سال ۱۹۰۹ با گذراندن یک آزمون به نیروهای مسلح پذیرفته و وارد نیروی زمینی امپراتوری آلمان شد. تصمیم او برای پیوستن به نیروی زمینی گونه‌ای از شگفتی برای خانواده‌اش بود که انتظار داشتند همانند برادر بزرگترش وارد دانشکده حقوق شود.
برای شخصی بدون زمینه خانوادگی نظامی همچون مدل، رسیدن به مرتبه افسران در امپراتوری آلمان کار آسانی نبود. بدین جهت از عموی خود که افسر ذخیره هنگ ۵۲ پیاده‌نظام فن آنفنس‌لیبن بود، درخواست یاری کرد. عمویش به کمک روابط خود موفق شد یک مصاحبه برای مدل با فرمانده هنگ ترتیب دهد. سه روز پس از پذیرفته شدن به نیروهای مسلح به کوتبوس رفت تا با این شخص دیدار کند. والتر مدل به عنوان فردی کوتاه قامت، با جثه‌ای غیر ورزشی و چشمانی نزدیک‌بین متناظر ایدئال افسران پروسی به نظر نمی‌آمد اما فرمانده را با نگرش خود متأثر نمود تا به عنوان دانشجو-افسر در هنگ پذیرش گردد. طبق رسم نیروی زمینی، مدل هشت ماه آینده را در گردان ۳ هنگ صرف یادگیری امور پایه و وظایف درجه‌داران کرد.
با نشان دادن استعداد کافی، ماه نوامبر ترفیع گرفت و به دانشکده جنگ در نایسه فرستاده شد. پس از گذراندن دوره‌ها، ماه اوت سال ۱۹۱۰ با درجه ستوان دومی به هنگ خود بازگشت. سه سال آینده را به عنوان افسر سطح گروهان گذراند. جلب شدن توجه افسران مافوق به پشت‌کار و درایت او سبب گشت مدل با همان درجه ماه اکتبر سال ۱۹۱۳ در جایگاه آجودان یک گردان قرار بگیرد. در این جایگاه، شروع به اتخاذ آداب یک افسر سنتی پروسی از جمله استفاده از مونوکل کرد. او به عنوان «افسری جاه‌طلب و وظیفه‌شناس» مطرح گردید که ابایی از مطرح کردن آرای خود ندارد. مدل با هیچ‌یک از افسران همکار خود رابطه دوستی برقرار نمی‌کرد؛ خصلتی که تا انتهای دوران خدمتش بدان سان بود.

### جنگ جهانی اول
با آغاز جنگ جهانی اول در ماه اوت سال ۱۹۱۴، هنگ مدل نقش عمده‌ای در تهاجم به بلژیک ایفا کرد. او نخستین بار در ۲۳ اوت در درگیری با نیروهای بریتانیایی در مون صحنه نبرد را تجربه نمود. مدل ماه مه سال ۱۹۱۵ در نزدیکی سدان از ناحیه شانه به شدت مجروح و برای یک ماه در بیمارستان بستری شد. با شکست در حرکت به سمت پاریس، از ماه سپتامبر یگان او اطراف سوآسون موضع رزم سنگری گرفت. این هنگ در شرق رن از روز ۲۱ سپتامبر سال ۱۹۱۵ برای سه روز زیر آتش شدید توپخانه و سپس حمله نیروهای دشمن قرار گرفت. پس دفع این حملات که هر دو طرف را متحمل تلفات سنگین کرد، مدل در گزارشی از شاهزاده اسکار فن پرویسن، فرمانده تیپ درخواست ارسال بلافاصله پشتیبانی نمود. فن پرویسن که فرزند قیصر ویلهلم دوم بود، از خونسردی مدل در زیر فشار وظایف متأثر شد و طبق درخواست نیروی کمکی را عازم کرد. او همچنین مدل را برای دوره آموزش ستاد کل کبیر پیشنهاد نمود. به جهت عملکرد رزمی مناسب در نبرد بوت دو تاهور، روز ۱۹ اکتبر سال ۱۹۱۵ نشان درجه یک صلیب آهنین به والتر مدل اعطا گشت. مدل روز ۳ نوامبر در اثر اصابت ترکش توپخانه از ناحیه شانه راست مجدداً مجروح شد و شش هفته دیگر را در بیمارستان گذراند.
مدل پس از گذراندن دوره ستاد کل در سال ۱۹۱۶ به خط مقدم بازگشت. ابتدا آجودان یک تیپ بود و بعد یک گروهان را فرماندهی کرد. سپس در چند جایگاه ستادی قرار گرفت. مدل مدتی را در سال ۱۹۱۷ برای یک مأموریت مختصر به امپراتوری عثمانی فرستاده شد. جنگ را با درجه سروانی در یک لشکر ذخیره به اتمام رساند.

## رایشسور
ترفیع درجه
- ۲۲ اوت ۱۹۱۰: ستوان دوم
- ۲۵ فوریه ۱۹۱۵: ستوان یکم
- ۱۸ دسامبر ۱۹۱۷: سروان
- ۱ اکتبر ۱۹۲۹: سرگرد
- ۱ نوامبر ۱۹۳۲: سرهنگ دوم
- ۱ اکتبر ۱۹۳۴: سرهنگ
- ۱ مارس ۱۹۳۸: سرتیپ
- ۱۶ مارس ۱۹۴۰: سرلشکر
- ۲۶ اکتبر ۱۹۴۱: سپهبد (ژنرال نیروهای زرهی)
- ۲۸ فوریه ۱۹۴۲: ارتشبد
- ۱ مارس ۱۹۴۴: فیلد مارشال

مدل قصد داشت پس از جنگ خدمت نظامی را ترک کند اما با توجه به عملکرد خوب پیشین، در رایشسور، نیروهای مسلح جدید ۱۰۰ هزار نفری آلمان، باقی ماند. برخلاف بسیاری از هم قطارانش، مدل همواره از سیاست کناره می‌گرفت. با این وجود، با عقیده بر لزوم سلطه دولت بر شرایط، به عنوان یک فرمانده نیروهای امنیتی در سرکوب اعتراضات علیه جمهوری وایمار مشارکت کرد. در سال‌های دوره میان‌دوجنگ مدل به سخت‌گیری نسبت به زیر دستانش و ابراز صریح انتقاد به مافوق‌ها شهرت یافت.

## ورماخت
مدل سال ۱۹۳۴ به درجه سرهنگی ترفیع گرفت و فرمانده هنگ ۲ پیاده‌نظام شد. سال بعد به عنوان رئیس بخش ۸ ستاد کل با مسئولیت بررسی ابعاد تکنیکی و دکترین آینده نیروی زمینی، منصوب گشت. با وجود تعلق به رسته پیاده‌نظام، مدل یکی از نخستین حامیان موتوریزه‌سازی در نیروی زمینی آلمان و توجه به ظرفیت نیروی‌های هوایی و زرهی بود. ماه مارس سال ۱۹۳۸ به درجه سرتیپی رسید و ماه نوامبر همان سال رئیس ستاد سپاه ۴ در درسدن شد.

### جنگ جهانی دوم
لهستان و فرانسه

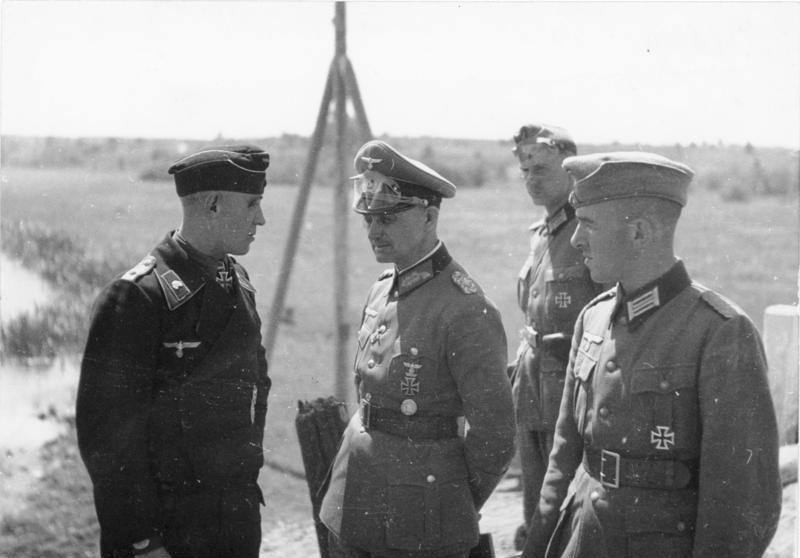
نفر میانی، روسیه

در پی آغاز جنگ جهانی دوم، مدل در این جایگاه با سپاه ۴ در کارزار لهستان حضور داشت. مدت کوتاهی پیش از تهاجم به فرانسه، ماه آوریل سال ۱۹۴۰ به درجه سرلشکر ترفیع گرفت و به عنوان رئیس ستاد ارتش شانزدهم منصوب گشت. با نشان دادن عملکرد مناسب، ماه نوامبر سال ۱۹۴۰ فرماندهی لشکر سوم زرهی به مدل سپرده شد. در این جایگاه سپهبد لئو گیر فون شوپنبورگ مافوق بلافصل او بود.
جبهه شرقی
در جریان عملیات بارباروسا تهاجم به شوروی از ماه ژوئن سال ۱۹۴۱، مدل با لشکر سوم زرهی نقش سرنیزه زرهی هاینتس گودریان را ایفا کرد. در فرماندهی میدانی عملکرد خوبی داشت. بدین ترتیب روز ۹ ژوئیه سال ۱۹۴۱ نشان عالی صلیب شوالیه صلیب آهنین را دریافت کرد. نیروهای مدل در ماه‌های آتی اسمولنسک را پشت سر گذاشتند و میانه ماه سپتامبر بخشی از یک حرکت گازانبری بزرگ برای محاصره ناحیه کی‌یف بودند که به اسارت میزان بسیار زیادی از نیروهای دشمن انجامید. مدل ماه اکتبر به درجه سپهبد (ژنرال نیروهای زرهی) ترفیع و به در جایگاه فرماندهی سپاه ۴۱ موتوریزه در ناحیه ولگای علیا قرار گرفت. مدل به عنوان فرمانده‌ای سخت‌گیر و مقتدر که «ناممکن‌ها» را طلب می‌کرد، مورد احترام سربازانش بود اما موجب نارضایتی عوامل ستادی می‌شد؛ به وجهی که گفته می‌شود با ورود او تمامی اعضای ستاد سپاه درخواست انتقالی دادند. با این حال فردی بود که سختی‌ها را با سربازانش شریک می‌شد. مدل در سن ۵۰ سالگی جوان‌ترین ژنرال آلمانی در سال ۱۹۴۱ در جبهه شرقی به حساب می‌آمد.
مدل اوایل سال ۱۹۴۲ به فرماندهی ارتش نهم برگزیده شد. در جریان ضدحمله زمستانه شوروی، در نبرد رژف، همانند حمله، در دفاع نیز مهارت خاصی نشان داد. با تثبیت خط مقدم روز ۱ فوریه سال ۱۹۴۲ برگ‌های بلوط صلیب شوالیه به او اعطا شد و مدتی بعد به درجه ارتشبد ترفیع گرفت. در طی سه سال آینده مدل از یک نقطه بحرانی به نقطه دیگری منتقل می‌شد. قابلیت‌های او عموماً کارگشا بود. مدل روز ۲ آوریل مزین به شمشیرهای صلیب شوالیه شد. در جریان تهاجم در ناحیه کورسک در ماه ژوئیه سال ۱۹۴۳ فرماندهی انبر شمالی را بر عهده داشت. در این مسئولیت مجموعاً ۲۱ لشکر در قالب ۵ سپاه تحت امر او بود. در ابتدا پیشروی نسبتاً خوبی حاصل شد اما در نهایت حرکت میانه ماه ژوئیه متوقف گردید. در این مدت ارتش دوم زرهی هم برای سه هفته نیز نظر مدل عمل کرد. در مواجهه با ضدحمله متعاقب ارتش سرخ، مجدداً توانمندی خود را در تاکتیک‌های دفاعی به نمایش گذاشت. او یکی از معدود ژنرال‌های مورد اعتماد فرماندهی عالی بود که در صورت لزوم بنا بر مصلحت خود اقدام به عقب‌نشینی تاکتیکی می‌کرد.
مدل اواخر ماه ژانویه سال ۱۹۴۴ فرمانده کل گروه ارتش شمال شد و وظیفه داشت از پیشروی دشمن به سمت منطقه بالتیک جلوگیری کند. او روز ۱ مارس سال ۱۹۴۴ در جایگاه فرماندهی گروه ارتش شمال اوکراین به درجه فیلدمارشال نائل آمد. در سن ۵۳ سالگی جوان‌ترین فیلدمارشال ورماخت بود. ماه ژوئن تهاجم تابستانه شوروی در سال ۱۹۴۴ موسوم به عملیات باگراتیون گروه ارتش مرکز را تقریباً منهدم کرد. فرماندهی مابقی نیروهای آن به مدل سپرده شد. در این حال، ضمن حفظ رسمی مقام فرماندهی گروه ارتش شمال اوکراین، مدل با فرماندهی همزمان دو گروه ارتش قدرتمندترین فرمانده آلمانی در جبهه شرقی در تمامی مدت آن بود. مدل به خود و نیروهایش اطمینان داشت و سعی می‌کرد این احساس را به آن‌ها هم القا نماید. گفته می‌شود وقتی از او پرسیدند با خود چه نیروی کمکی آورده است پاسخ داد: «خودم را». او توانست با مهارت تاکتیکی خود انسجام نسبی را به این گروه ارتش بازگرداند و ماه اوت خط مقدم را در لهستان تثبیت کند. به جهت تقدیر از دستاورد مدل در جلوگیری از فروپاشی کامل بخش میانی خط مقدم در جبهه شرقی، مدل روز ۱۷ اوت سال ۱۹۴۴، به عنوان یکی از تنها ۲۷ نفر، مفتخر به دریافت الماس‌های صلیب شوالیه شد.
جبهه غربی

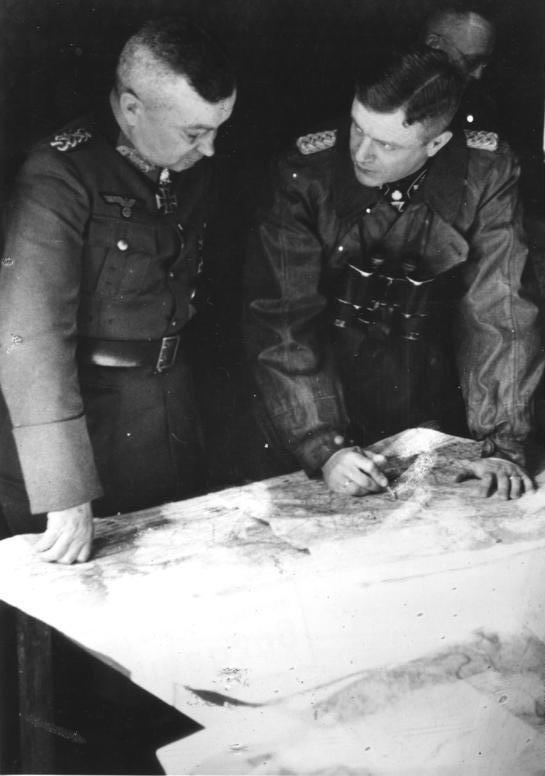
در جریاننبرد آرنهم ، در کنار بریگاده‌فورر هاینتس هارمل، فرمانده لشکر دهم زرهی اس‌اس فروندسبرگ سپتامبر ۱۹۴۴

مدل ماه اوت سال ۱۹۴۴ به عنوان فرمانده کل جبهه غربی به آن سمت اعزام شد؛ به این امید که شاید بتواند با استفاده از توانمندی‌های دفاعی خود جلوی پیش آمدن متفقین غربی را بگیرد. به هر صورت دیگر چنین امکانی با قوایی مستهلک برای او وجودا نداشت و نیروهای ورماخت در عرض سه ماه از فرانسه، بلژیک و بخش‌هایی از هلند به درون بدنه اصلی خاک آلمان بیرون رانده شدند. به هر صورت در این میانه شکست سختی متحمل نیروهای هوابرد بریتانیایی در نبرد آرنهم کرد. مدل در ادامه در فرماندهی کل جبهه غربی با فیلدمارشال گرت فون روندشتت جایگزین شد و صرفاً هدایت گروه ارتش ب را در دست داشت. دو ارتش زرهی از این یگان در تهاجم ناموفق ناحیه آردن در ماه دسامبر حاضر بودند.

## مرگ
مدل از فرماندهی عالی خواست به پشت رود راین عقب‌نشینی کند و در خط دفاعی وست‌وال موضع بگیرد؛ هیتلر با تأکید بر حفظ اراضی به هر قیمتی، چنین اجازه‌ای به او نداد. بدین ترتیب متفقین از رود راین گذشتند و باقی مانده نیروهای مدل شامل ۲۱ لشکر با مجموع توان ۳۲۵٬۰۰۰ نفر ماه آوریل سال ۱۹۴۵ بین سه ارتش ایالات متحده در ناحیه رور به محاصره افتادند. اقدام مدل برای شکستن محاصره به سمت شمال و جنوب موفقیت‌آمیز نبود. با تمرکز آلمان بر حفظ پایتخت برلین ، هیچ نیرویی از بیرون به او کمک نرساند. درخواست‌های مدل برای مجوز اقدام به خروج به سمت شرق نیز از طرف فرماندهی عالی رد شد. آمریکایی‌ها روز ۱۴ آوریل منطقه تحت محاصره به دو قسمت کردند. فیلدمارشال والتر مدل، ناامید از امکان پایداری در برابر دشمن دارای برتری بسیار و بدون تمایل به نظاره فرجام این جنگ مغلوبه، در نهایت روز ۲۱ آوریل سال ۱۹۴۵ در جنگلی نزدیک دویسبورگ با شلیک گلوله به زندگی خود پایان داد.

## زندگی شخصی
مدل سال ۱۹۱۹ با هرتا هویسن که در منزل او در ابرفلد-بارمن سکنی داشت، آشنا شد. این دو سال بعد با یکدیگر ازدواج کردند. حاصل این ازدواج سه فرزند بود. مدل هیچگاه در مورد سیاست و جنگ با همسرش سخن نمی‌گفت.